# پی‌یر موانو
پیر موانو (فرانسوی: Pierre Moinot‎؛ ۲۹ مارس ۱۹۲۰ – ۶ مارس ۲۰۰۷) یک رمان‌نویس اهل فرانسه بود. موانو در تاریخ ۲۱ ژانویه ۱۹۸۲ به عضویت فرهنگستان فرانسه درآمد.
وی همچنین برنده جوایزی همچون لژیون دونور (صلیب بزرگ)، جایزه فمینا (۱۹۷۹)، و جایزه بزرگ رمان فرهنگستان فرانسه (۱۹۵۴) شده است.